# Calle Viejos (Sevilla)
La calle Viejos es una vía pública de la ciudad española de Sevilla.

## Descripción
La vía discurre desde la calle Amparo hasta Viriato. Se conoció como «calle del Hospital de los Viejos» y, si bien solo conserva parte del título, sigue haciendo referencia con él al antiguo hospital de San Bernardo. Aparece descrita en la Noticia histórica del origen de los nombres de las calles de esta ciudad de Sevilla (1839) de Félix González de León con las siguientes palabras:

Calle del Hospital de los Viejos. Pertenece al cuartel C. y à la parroquia de san Juan de la Palma: toma el nombre del hospital de san Bernardo, (vulgarmente llamado de los Viejos) que està situado en ella. Este hospital para recoger ancianos de uno y otro sexo, pobres, hijos de Sevilla, se fundó por una hermandad de sacerdotes el dia 20 de julio de 1355, en la collacion de santa Catalina, donde permaneció hsata el año de 1395, que á 19 de agosto le hizo donacion de esta casa por estar ruinosa, la hermandad que habia en un antiguo hospital con advocacion de san Bernardo. Con este título continúa cumpliendo con su instituto al cuidado de su hermandad que nombra administrador y bajo la inspeccion de la junta municipal de beneficencia. En este mismo hospital en cuarto separado, estuvo y casi fué su origen el hospital de Venerables que instituyó la cofradía de Jesus Nazareno, como se dirá cuando se hable de dicho hospital. Ha tenido éste varias renovaciones, pero la última y mas principal fué en 1740. Todo en él es reducido, aunque capaz al objeto, y nada tiene esterior que observar. La calle es corta y pasa desde la del Amparo, á la de Aposentadores.
(González de León, 1839, pp. 332-333)